# Органицизм
Органици́зм — методологический принцип, в соответствии с которым те или иные социальные феномены рассматриваются по аналогии с явлениями живой природы, разъясняет специфику публичных процессов и отношений ссылками на закономерности природных явлений.
С точки зрения органицистов, мир представляет собой единый организм, состоящий из отдельных органов, каждый из которых относительно самостоятельный организм, а между органическим и неорганическим, живым и неживым нет непроходимой грани. Русский философ Н. Н. Страхов в предисловии к своей книге «Мир как целое» (1872) определил органическую целостность следующим образом:
Мир, как организм, имеет части менее важные и более важные, высшие и низшие; и отношение между этими частями таково, что они представляют одно целое, в котором нет ничего ни лишнего, ни бесполезного.
Сравнение общества с организмом встречается на протяжении всей истории социальной мысли начиная с древности. Как известно из сообщений Тита Ливия (История от основания города, II, 32, 8—12) римский политический деятель Агриппа Менений Ланат в 494 до н. э. с помощью аналогии о социально-гражданской солидарности с привилегированными патрициями и сенаторами в виде притчи о восстании человеческих органов против желудка, который сам ничего не делает, а «лишь наслаждается тем, что получает от других» уговорил бунтующих плебеев вернуться в город. В истории философии истоки органицизма можно обнаружить уже в античной натурфилософии.
Сен-Симон указывал на разделение функций социального организма как необходимый фактор прогресса. Особое распространение органицизм получил в социологии второй половины XIX века, в рамках позитивистского миропонимания и на волне успехов естественных наук, в том числе широкого распространения дарвинизма.
Основоположником органической школы в социологии считается Герберт Спенсер, также большой вклад внесли Альберт Шеффле и Рене Вормс. В 1920–30-х гг. принципы органицизма в противостоянии как механицизму, так и витализму были сформулированы британским философом науки Дж. Б. С. Холдейном (1918). В русской социологической науке органицизм представлен, прежде всего, трудами Александра Стронина и Павла Лилиенфельда. Теоретические основы русского органицизма исследует Г. П. Кузьмина.